# 大高郁子
大高 郁子（おおたか いくこ、1964年 - ）は、日本のイラストレーター。
京都精華大学デザイン学部イラスト学科特任准教授。

## 経歴・人物
兵庫県生まれ。京都精華大学デザイン科を卒業する。株式会社パッケージングクリエイトを経る。1988年、ADC年鑑入選。
1992年より、フリーランスのイラストレーターとして活動を開始する。1999年、HBファイルコンペ入選。本の装幀画、挿し絵などを中心に活動している。京都精華大学デザイン学部ビジュアルデザイン学科イラストレーションコース教員を経て、同大学デザイン学部イラスト学科特任准教授となる。2013年度HBギャラリーファイルコンペ 日下潤一賞受賞。

## 主な担当作品
| タイトル                              | 著者                     | 発行       | 出版社                           | 備考       |
| ------------------------------------- | ------------------------ | ---------- | -------------------------------- | ---------- |
| バラ色の人生の送り方                  | ドミニック・グロシュー   | 1998年9月  | ベストセラーズ                   |            |
| 心のままに生きてごらん                | リチャード・ウィルキンズ | 2001年11月 | ダイヤモンド社                   |            |
| もっと自分を信じてあげよう            | リチャード・ウィルキンズ | 2001年11月 | ダイヤモンド社                   |            |
| はじめまして数学1                     | 吉田武                   | 2001年12月 | 幻冬舎                           |            |
| はじめまして数学2                     | 吉田武                   | 2001年12月 | 幻冬舎                           |            |
| はじめまして数学3                     | 吉田武                   | 2002年8月  | 幻冬舎                           |            |
| 「生きる」ってなんだろう3             | 真弓定夫                 | 2003年2月  | 実業之日本社                     |            |
| 猫の気持ちを聞いてごらん              | 加藤由子                 | 2003年8月  | マガジンハウス                   |            |
| きょうも猫日和 猫のいる歳時記         | 加藤由子                 | 2004年11月 | 実業之日本社                     |            |
| 棒をくわえた猫の話                    | ますふじ圭               | 2004年11月 | 都築事務所                       |            |
| きりんゆらゆら                        | 吉田道子                 | 2006年2月  | くもん出版                       |            |
| ネコの気持ちを聞いてごらん            | 加藤由子                 | 2006年2月  | 幻冬舎                           | 幻冬舎文庫 |
| ほんものの魔法使                      | ポール・ギャリコ         | 2006年2月  | 筑摩書房                         | ちくま文庫 |
| はじめてのスパゲティ                  | MUTSUMI                  | 2006年6月  | マガジンハウス                   |            |
| はじめてのカレーライス                | MUTSUMI                  | 2006年6月  | マガジンハウス                   |            |
| はじめてのおみそ汁                    | MUTSUMI                  | 2006年6月  | マガジンハウス                   |            |
| 人生を変える100の質問                 | 宇佐美百合子             | 2006年11月 | PHP研究所                        |            |
| うりひめこ                            | 小澤俊夫                 | 2006年11月 | くもん出版                       |            |
| きょうも猫日和 猫のいる歳時記         | 加藤由子                 | 2006年12月 | 幻冬舎                           | 幻冬舎文庫 |
| 3秒でリラックスする すっきりセラピー  | ミナ・ハミルトン         | 2007年2月  | ディスカヴァー・トゥエンティワン |            |
| アキレスとカメ パラドックスの考察     | 吉永良正                 | 2008年7月  | 講談社                           |            |
| 宇宙のひみつがわかるえほん1 - 6       | 的川泰宣                 | 2009年3月  | ポプラ社                         |            |
| スカーレット わるいのはいつもわたし？ | キャシー・キャシディー   | 2011年6月  | 偕成社                           |            |
| 「心を強くする」7つの扉               | 宇佐美百合子             | 2011年7月  | 三笠書房                         |            |
| お月さん                              | 桐江キミコ               | 2011年9月  | 小学館                           | 小学館文庫 |
| 14歳の生命論                          | 長沼毅                   | 2011年11月 | 技術評論社                       |            |
| 漫画少年                              | ベッツィ・バイアーズ     | 2011年11月 | さ・え・ら書房                   |            |
| 大悪魔との算数決戦                    | 小島寛之                 | 2012年6月  | 技術評論社                       |            |
| ナゾ解き算数事件ノート                | 小島寛之                 | 2012年8月  | 技術評論社                       |            |
| はじめまして数学 リメイク             | 吉田武                   | 2014年12月 | 東海大学出版部                   |            |